# Aguilar de Basella
Aguilar de Basella fue una localidad española del municipio de Bassella, perteneciente a la provincia de Lérida, en la comunidad autónoma de Cataluña.

## Toponimia
El nombre del lugar puede encontrarse referido con las variantes Aguilar de Basella y Aguilar de Bassella.

## Historia
Hacia mediados del siglo XIX, el lugar tenía contabilizada una población de 150 habitantes. Aparece descrito en el primer volumen del Diccionario geográfico-estadístico-histórico de España y sus posesiones de Ultramar de Pascual Madoz de la siguiente manera:

AGUILAR DE BASELLA: l. de la prov. de Lérida (18 horas), part. jud. de Solsona (6), adm. de rent. de Cervera (12), aud. terr. y c. g. de Barcelona (32), dioc. de Urgel (12:) sit. en lo alto de un cerro elevado á la der. del r. Segre que baña su pie, dominado al N. por un cerro llamado la Collado-gran y al O. por el monte denominado S. March; su clima es sano y muy ventilado, con un horizonte tan despejado que alcanza la vista por el N. la ribera del Segre en la estension de 3 horas con todos los pueblos en ella sit. y otros varios en distinta direccion, y por el S. hasta las monlañas de Berga, las de Andorra y altos Pirineos. Forma ayunt. con los pueblos de Clua y Castellnou de Basella, siendo de notar que este último está sit. á la izq. del Segre circunstancia que no deja de producir bastantes inconvenientes. Cuenta 30 casas, algunas de ellas aisladas, y las restantes distribuidas en una especie de calle tortuosa y corta; son de mala construccion, de escasas comodidades, y de unos 30 palmos de alto. La mayor parte de las casas están cimentadas sobre ruinas, en medio de las cuales descuella un notable resto de torre llamada de moros. Esta torre casi arruinada seria verosimilmente una especie de medio de comunicacion y atalaya de los Arabes, como parece deducirse de su elevada posicion y de la circunstancia de dar vista á otra que existe sobre el monte de la v. de Pons, á la izq. del Segre para abajo, á unas tres horas de dist. Desde el mayor grupo de casas hasta la del párroco que está sola á la parte del N., hay un espacioso llano vacío, de unos 100 pasos de long. y 50 de lat. que sirve de plaza. Al frente de dicha casa como á 12 varas, se halla la igl. parr. bajo la advocacion de S. Saturnino, cuya fiesta se celebra el dia 29 de diciembre; tiene una sola nave con tres altares y un campanario muy sencillo; contiguo á ella sobre una escarpada roca está el cementerio, al cual se entra por una lengua de tierra. Es su aneja la igl. parr. de Clua, dedicada á S. Sebastian; anbas las sirve el cura párroco de Aguilar con el nombre de rector, cuya vacante se provee segun los meses en que vaca, por la corona ó por el ob. de Urgel, mediante oposicion. Confina el térm. por el N. con el de la v. de Peramola, á 1/2 hora, por el E. con los de Oliano y Basella, á igual dist., por el S. con el de Tuirana á 3/4, y por el O. con el de Vilaplana á 1/2 hora. El terreno es generalmente montuoso. Contando las roturaciones periódicas, se cultivan aproximadamente 100 jornales de tierra de secano de mediana calidad, parte plantada de viña, de olivos y algunos árboles frutales; la parte inculta es de triple cabida poblada de pinos, encinas y yerbas de pasto. La huerta está reducida á unos pequeñitos trozos que se riegan de una fuente algo dist., pero podria ser muy regular si se construyesen diques canalizando el Segre. Prod. centeno, trigo, cebada, legumbres, vino, aceite y bellota todo en corta cantidad; cria ganado lanar, cabrío y de cerda, mucha caza, y pesca de barbos, anguilas y truchas, aunque estas han disminuido mucho. Pobl. 30 vec.: 150 alm. Cap. imp. 21,303. Contr. 2670. Este pueblo era de señ. ecl., y se repartian los diezmos el ob. de Urgel, el rector y el obtentor del beneficio de Sta. Magdalena, sin residencia y de libre presentacion del Sr. baron de Peramola.
(Madoz, 1845, p. 137)

El pueblo fue afectado por la construcción del embalse de Rialb.